# Gulsidig bärpickare
Gulsidig bärpickare (Melanocharis longicauda) är en fågel i familjen bärpickare inom ordningen tättingar.

## Utseende och läte
Gulsidig bärpickare är en liten tätting med rätt tjock näbb, gulaktig undersida, lång stjärt med vita kanter och gula fjädertofsar på sidorna som gett den sitt namn. Honan är mörkt olivgrön ovan, undertill ljusare, medan hanen är svart ovan och gråaktig under. Den liknar andra bärpickare, men är mer långstjärtad och kortnäbbad än svart bärpickare, saknar orange i näbben som hos gulnäbbad bärpickare och är mer kortstjärtad än solfjädersbärpickare. Sången är ljus och kvittrande, lätet tunt och viskande.

## Utbredning och systematik
Gulsidig bärpickare förekommer på Nya Guinea och delas in i fem underarter med följande utbredning:
- Melanocharis longicauda longicauda – bergstrakter i norra Västpapua (bergen Vogelkop och Wandammen)
- Melanocharis longicauda umbrosa – norra Västpapua (sluttningarna ovanför Idenberg River)
- Melanocharis longicauda chloris – Västpapua (berget Weyland och södersluttningar på Jayawijaya)
- Melanocharis longicauda captata – Huonhalvön och centrala höglandet)
- Melanocharis longicauda orientalis – bergstrakter på sydöstra Nya Guinea

Underarterna umbrosa och chloris inkluderas ofta i nominatformen.

## Status och hot
Arten har ett stort utbredningsområde, men tros minska i antal, dock inte tillräckligt kraftigt för att den ska betraktas som hotad. Internationella naturvårdsunionen IUCN listar arten som livskraftig (LC).